# إسرائيل سييف
إسرائيل سييف (بالإنجليزية: Israel Sieff, Baron Sieff) (1889-1972) من رجال التجارة والصناعة البريطانيين، وقد كان سكرتيرا للجنة الصهيونية التي ذهبت إلى فلسطين عام 1918 برئاسة وايزمان. أسس سييف عام 1934 معهد دافيد سييف للبحوث الذي تطور عنه معهد وايزمان للعلوم بعد قيام إسرائيل. وقد ساهمت زوجته في تأسيس التنظيم النسائي للمنظمة الصهيونية العالمية.